# 李小石
李小石（1955年10月10日—2013年5月20日），臺灣知名登山探險家，亦精通書畫、攝影。

## 生平
李氏籍貫福建省連江縣，後定居於臺灣嘉義。

### 登山史
李氏篤信海神媽祖，弘揚傳統文化，每次攀登高山都揹著媽祖神像，在登山界被譽為「登山怪傑」而聞名。
- 2009年5月22日，李小石揹著媽祖(天上聖母)神像登世界第一高峰珠穆朗瑪峰。(媽祖神像現供於馬祖南竿天后宮)
- 2011年4月29日，李小石登頂世界第8高峰尼泊爾馬納斯盧峰(死亡率至2011年約12%、14座8000公尺高峰中排名第5)。
- 2012年5月15日，李小石攀登世界第3高峰干城章嘉峰至8200多公尺時，因繩索不足鎩羽而歸。
- 2013年5月18日，李小石攀登世界第4高峰，中尼边境的洛子峰並攻頂成功。返程途中疑因體力不支、陷入昏迷[1]，之後恢復意識[2]。5月20日中午，因高山症併發腦水腫而逝世，享年58歲[3]。家屬遵照其遺願，將他葬於洛子峰。

### 身後
- 小風殘月‧石時在心—李小石書畫及山岳攝影紀念展：展出時間在2013年8月3日至9月15日，位於其定居之嘉義縣朴子市梅嶺美術館[4]。
- 李小石紀念公園及其塑像、李小石紀念館：位於李小石出生之馬祖南竿鄉津沙村，於2014年5月20日(離世1週年)揭幕[5]。
- 〈終歸山林〉：楊綏生(時任連江縣縣長)撰於2013月5月21日[6]。

## 著名事蹟
- 經歷：參謀軍官、教官、書法指導教授。
- 身分：書法家、畫家、攝影師、登山家。
- 專長：擅長書畫、攝影。
- 國際獅子會全國青年書畫比賽第三名。
- 連江縣戰地政務處青年書法比賽第一名、國畫第一名、水彩第一名。
- 追思美展：書法銅獅獎。
- 第一屆全國青年書畫比賽油彩組佳作。

### 著作
- 《喚山》，2010年
- 《南湖雪夢：南湖大山秘境攻頂全記錄》，2011年6月
- 《山魂馬納斯鹿的回聲》，2012年6月
- 遺作《聖山：干城章加瞭望》，2013年8月2日

### 參照
1. ↑  登頂洛子峰 李小石傳命危
2. ↑  .   [2013-05-19]. （原始内容存档于2020-02-16）.
3. ↑  .   [2013-05-20]. （原始内容存档于2013-06-07）.
4. ↑  .   [2016-11-11]. （原始内容存档于2020-02-16）.
5. ↑  .   [2016-11-11]. （原始内容存档于2020-02-16）.
6. ↑  .   [2016-11-11]. （原始内容存档于2020-02-16）.

## 外部連結
- 石頭剪刀部 站長側寫（页面存档备份，存于）
- 《台灣之光》李小石 背國旗與媽祖 排萬難登高峰 （页面存档备份，存于）